# Vaixell almirall

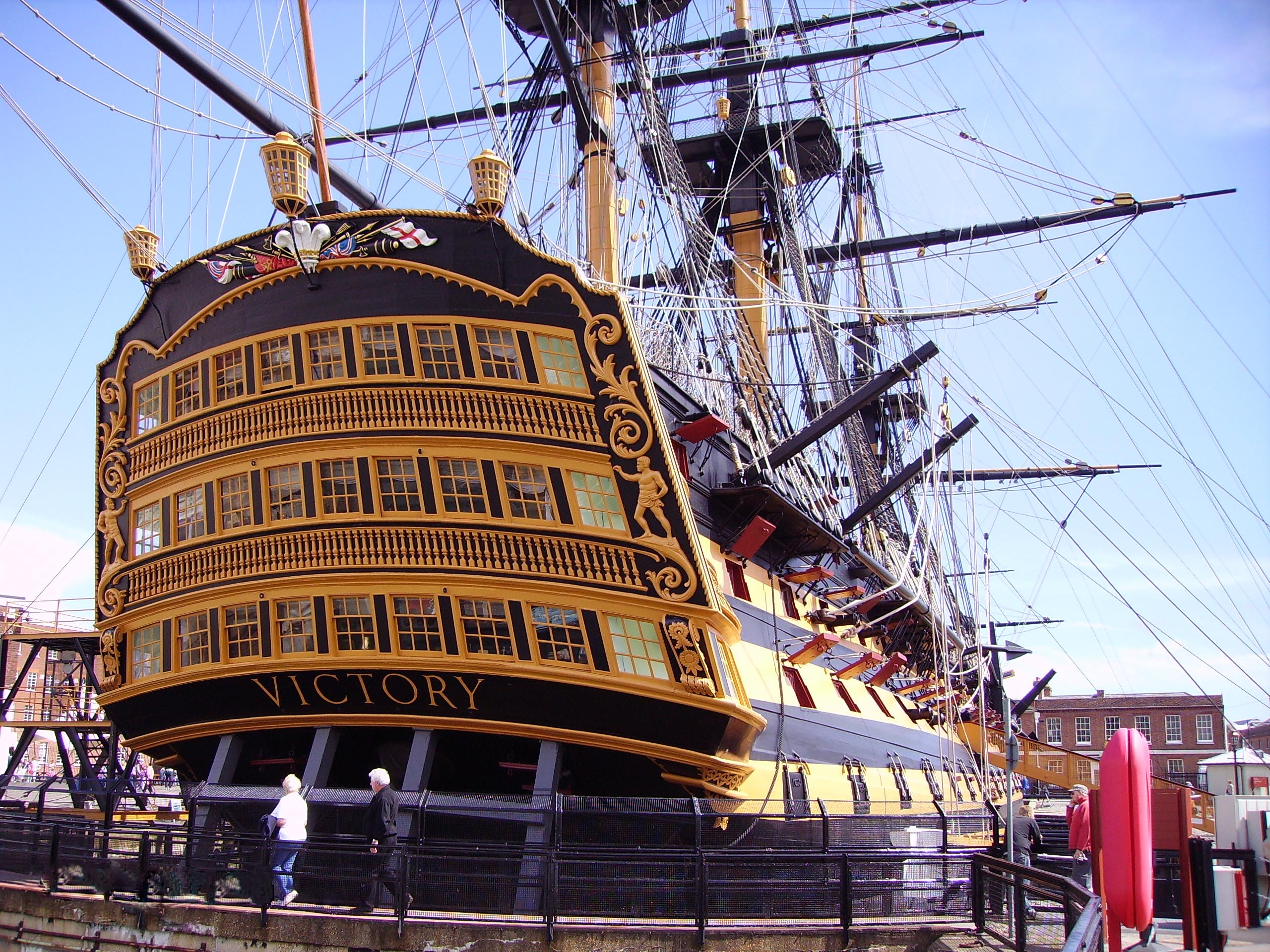
LHMS Victory, vaixell insígnia del segon lord del mar de la Royal Navy.

Un vaixell almirall, vaixell insígnia o  nau capitana  és tradicionalment la nau usada pel comandant en cap d'un conjunt de vaixells d'una esquadra naval. El terme solia ser fonamentalment una designació temporal, ja que vaixell almirall era allà on fos l'almirall enarborant la seua bandera (insígnia).
No obstant això, els almiralls han necessitat sempre instal·lacions addicionals: una sala de reunió prou gran per a reunir-hi tots els capitans de la flota i un lloc perquè el personal de l'almirallat elaborés els seus plans i estudiàs les seves ordres. Antigament, era típic que el vaixell almirall fos un vaixell de primera classe, darrere d'una de les tres cobertes van arribar a ser les cambres de l'almirall i les oficines del personal. N'és un exemple la galera la Reial capitanejada per Joan d'Àustria a la batalla de Lepant.
En el segle xx, les naus van arribar a ser prou grans perquè la majoria de les dependències poguessin acomodar el comandant i el personal de bord, i durant la Segona Guerra Mundial els almiralls preferirien sovint una nau més ràpida millor que una més gran. Els requisits d'augment de les comunicacions i de computació han donat lloc al disseny del comando especialitzat i el control envia al servei com a vaixell insígnia. Així, el vaixell almirall d'una flota és avui generalment la nau més ben equipada i més famosa d'on venen les ordres, com pot ser el cas del portaavions  Príncep d'Astúries  de l'Armada Espanyola, i en aquest cas fa les funcions també del capital ship o nau capital.